# Hjalmar Cedercrona

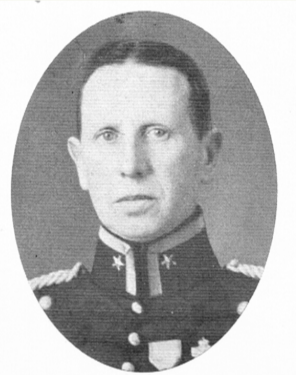

Hjalmar Cedercrona (Gotalândia Oriental, 23 de dezembro de 1883 — Ionecopinga, 24 de maio de 1969) foi um ginasta sueco que competiu em provas de ginástica artística.
Cedercrona é o detentor de uma medalha olímpica, conquistada na edição britânica, os Jogos de Londres, em 1908. Nesta ocasião, competiu como ginasta na prova coletiva. Ao lado de outros 37 companheiros, conquistou a medalha de ouro, após superar as nações da Noruega e da Finlândia.